# Florian Wirtz
Florian Richard Wirtz (født 3. maj 2003) er en tysk professionel fodboldspiller, som spiller for Premier League-klubben Liverpool F.C. og Tysklands landshold.

## Klubkarriere

### Bayer Leverkusen
Wirtz gjorde sin førsteholdsdebut for Bayer Leverkusen den 18. maj 2020 i en Bundesliga-kamp imod Werder Bremen, og blev i alderen af 17 år og 34 dage hermed den yngste spiller til at spille for klubben nogensinde. Den 6. juni scorede han sit første mål i Bundesligaen, og blev på tidspunktet den yngste målscorer i ligaen nogensinde.
Wirtz spillede den 15. december 2021 sin kamp nummer 50 i Bundesligaen, og blev hermed den yngste spiller til at opnå dette. Han blev i 2021-22 sæsonen for første gang i sin karriere inkluderet på årets hold i ligaen.
Wirtz led i marts 2022 en seriøs knæskade, og han vendte først tilbage 10 måneder senere, da han kom på banen igen i en kamp imod Borussia Dortmund den 22. januar 2023.

### Liverpool
Den 20. juni 2025 skiftede Wirtz til Premier League-klubben Liverpool på en langvarig kontrakt for en rapporteret basispris på omrking €117,5 millioner eller €125 millioner, med yderligere bonusser på €18,8 millioner eller €25 millioner.
Han blev dermed det dyreste salg i Bundesligaens historie (og overtog rekorden fra Ousmane Dembélé).
Overgangen repræsenterede også en klubrekord for Liverpool og overgik dermed prisen betalt for Darwin Núñez fra Benfica – og kan potentielt blive den dyreste britiske transfer nogensinde, hvis alle tillæg aktiveres.

## Landsholdskarriere

### Ungdomslandshold
Wirtz har repræsenteret Tyskland på flere ungdomsniveauer. Han var del af Tysklands trup som vandt U/21-Europamesterskabet i 2021.

### Seniorlandshold
Wirtz debuterede for Tysklands landshold den 2. september 2021.

## Titler
Tyskland U/21
- U/21-Europamesterskabet: 1 (2021)

Individuelle
- Bundesliga Sæsonens hold: 1 (2021-22)
- VDV Bundesliga Sæsonens hold: 1 (2021-22)
- UEFA Europa League Årets unge spiller: 1 (2022-23)